# كارمن مارتين
كارمن مارتين (بالإسبانية: Carmen Martín) مواليد 29 مايو 1988 في ألمرية، هي لاعبة كرة يد إسبانية تلعب كجناح أيمن. مثلت منتخب إسبانيا لكرة اليد للسيدات. شاركت في دورة الألعاب الأولمبية الصيفية سنة 2012. حققت المركز الثاني في بطولة أوروبا لكرة اليد للسيدات 2008.

## سجل المنافسة
شاركت في البطولات التالية:
- الألعاب الأولمبية الصيفية 2012
- الألعاب الأولمبية الصيفية 2016
- بطولة العالم لكرة اليد للسيدات 2011
- بطولة العالم لكرة اليد للسيدات 2015
- بطولة أوروبا لكرة اليد للسيدات 2014

## الميداليات
| الميدالية | المسابقة                            |
| --------- | ----------------------------------- |
| برونزية   | الألعاب الأولمبية الصيفية 2012      |
| برونزية   | بطولة العالم لكرة اليد للسيدات 2011 |
| فضية      | بطولة أوروبا لكرة اليد للسيدات 2008 |
| فضية      | بطولة أوروبا لكرة اليد للسيدات 2014 |

## روابط خارجية
- كارمن مارتين على موقع الاتحاد الأوروبي لكرة اليد (الإنجليزية)
- كارمن مارتين على موقع أوليمبيديا (الإنجليزية)